# Vierdecker (Flugzeug)

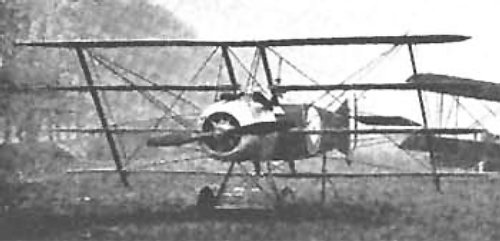
Armstrong Whitworth F.K.10

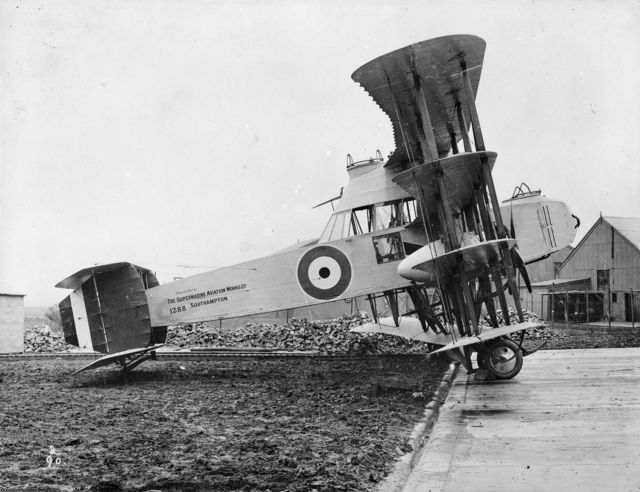
Supermarine P.B.31E Nighthawk

Ein Vierdecker ist in der Luftfahrt ein Flugzeug mit vier übereinander angeordneten Tragflächen. Die Auslegung mit vier übereinander liegenden Flügeln mit Querrudern auf allen Flächen verlieh diesen Maschinen eine besonders große Wendigkeit wegen der kleineren Flügelspannweite und des damit verbundenen geringeren Trägheitsmoments. Die vier Tragflächen beeinflussten sich gegenseitig jedoch noch stärker als beim ohnehin schon sehr wendigen Dreidecker, so dass der zusätzliche Flügel den Luftwiderstand erhöhte und damit die Flugleistungen, also die Höchstgeschwindigkeit und Reichweite stark herabsetzte. Im Ersten Weltkrieg wurde diese sehr seltene Art der Konstruktion zwar kurze Zeit eingesetzt, konnte sich allerdings vor allem aufgrund des für den Kampfeinsatz entscheidenden Nachteils bei der Geschwindigkeit nicht durchsetzen.
Bekanntestes Beispiel ist das als Jäger und Aufklärer konzipierte britische Militärflugzeug Armstrong Whitworth F.K.10 von 1917, das jedoch den britischen Dreideckern wie der Sopwith Triplane trotz überragender Wendigkeit unterlegen war. Die Flugleistungen lagen noch etwas unter denen der Sopwith 1½ Strutter.
Ein weiterer Vierdecker war der ebenfalls britische Jäger-Prototyp Pemberton Billing P.B.29E, aus dem die Supermarine Nighthawk (anfangs als Pemberton Billing P.B.31E Night Hawk bezeichnet) zum Einsatz gegen hoch fliegende Zeppeline entwickelt wurde, letztere allerdings aufgrund ihrer bei weitem unzureichenden Flugleistungen niemals Einsatzreife erlangte.